# Chthonius monicae
Espèce
Chthonius monicae est une espèce de pseudoscorpions de la famille des Chthoniidae.

## Distribution
Cette espèce est endémique de Roumanie. Elle se rencontre à Mangalia dans la grotte de Movile.

## Description
Les mâles mesurent de 1,60 à 1,89 mm et les femelles de 1,48 à 2,63 mm.

## Publication originale
- Boghean, 1989 : Sur un pseudoscorpion cavernicole nouveau, Chthonius (C.) monicae n. sp. (Arachnida, Pseudoscorpionida, Chthoniidae). Miscellanea Speologica Romanica, vol. 1, p. 77-83.